# Flumetryna
Flumetryna – związek chemiczny z grupy pyretroidów.
Flumetryna jest stosowana w preparacie Bayvarol do zwalczania warrozy.
Jest również stosowana w wielu preparatach weterynaryjnych przeciw kleszczom. Dowiedziono, że Flumetryna nie tylko zabija kleszcze po bezpośrednim kontakcie, lecz również działa na nie odstraszająco. 